# Восстание в Вольта-Бани
Восстание в Вольта-Бани или восстание в Бона-Келе (фр. Guerre du Bani-Volta) — крупное антиколониальное восстание, произошедшее в 1915—1916 годах (во время Первой мировой войны) на территории Французской Верхней Вольты (ныне Буркина-Фасо) и частично Французского Судана. Восстание было поднято различными этническими группами коренного африканского населения, объединившимися в межплеменную коалицию для борьбы с французскими колонизаторами.
Отряды африканцев насчитывали, по разным данным, от 15 до 20 тысяч человек; они сражались на нескольких фронтах и заявляли о готовности не прекращать вооружённую борьбу до окончательного изгнания европейцев. Год спустя, после нескольких крупных поражений, французской армии удалось разгромить основные силы восставших; многие из них были заключены в тюрьму, а руководители повстанцев, в том числе верховный лидер по имени Даса, казнены. Вместе с тем отдельные очаги сопротивления французам сохранялись в Верхней Вольте до 1917 года.

## Ход восстания
Датой начала восстания считается 17 ноября 1915 года, когда жители десятков окрестных поселений собрались в деревне Бона, располагавшейся на меандре (изгибе) реки Вольта, в 50 км к югу от Дедугу, для вооружённого выступления против французских колониальных властей. Причиной волнений стало принудительное рекрутирование африканцев на военную службу: в регионе в то время проводилась масштабная вербовка солдат для колониальных войск, вызванное Первой мировой войной.
В декабре 1915 года отряды африканцев, вооружённые только луками, старыми мушкетами и небольшим количеством устаревших винтовок, атаковали колонну войск Французской Западной Африки, состоявшую из 200 солдат вспомогательных местных сил и 24 тиральеров. Вскоре была атакована колонна численностью 800 человек.
К восстанию быстро начали присоединяться представители различных этнических групп региона: сонинке, бва, само, миньянка, бобо, даккакари, нун, фульбе, туссияны, самбла, виньяма.
Чтобы противостоять неожиданному по масштабам сопротивлению, командующий войсками во Французской Западной Африке генерал Пино направил отряд под командованием полковника Молара, дабы разгромить восставших. В феврале 1916 года была сформирована новая военная колонна, начавшая систематическое истребление повстанцев и насчитывавшая 750 человек и две роты пулемётчиков. В апреле 1916 года началось формирование ещё двух колонн, поскольку восстание к тому времени было в разгаре и охватывало большую территорию.
Спустя несколько месяцев французам удалось взять ситуацию под контроль, нанеся восставшим ряд тяжёлых поражений. Последние крупные сражения имели место в сентябре 1916 года; колониальными войсками было сожжено порядка 110 африканских деревень.

## Последствия
Колониальные власти были удивлены началом межплеменного восстания и тем единством, с которым различные народы вели борьбу против колониальных войск. По мнению некоторых авторов, восстание в Вольта-Бани может считаться одной из крупнейших антиколониальных войн в Африке.
Восстание стало основной причиной для создания отдельной колонии Верхняя Вольта (ныне Буркина-Фасо) после Первой мировой войны: территория была создана посредством отделения от крупной колонии Верхний Сенегал и Нигер семи районов.
Название «война в Вольта-Бани» впервые фигурирует в книге «Западно-африканский вызов империи» («West African Challenge to Empire: Culture and History in the Volta-Bani War»), в которой приводятся антропологический анализ восстания и подробное описание столкновений на основе документов из военных архивов и сложной исследовательской работы, проведённой на основе собранного в регионе этнографического материала и образцов местного фольклора. В 2002 году эта книга была удостоена премии Амори Тальбо от Королевского антропологического института.
Вымышленная история, связанная с восстанием, стала сюжетом одного из первых крупных литературных произведений Западной Африки — романа «Crépuscule des temps anciens» (1962) авторства Нази Бони.